# Andy Yiadom
Andrew Kyere Yiadom kurz Andy Yiadom (* 2. Dezember 1991 in Holloway, London) ist ein ghanaisch-englischer Fußballspieler.

## Karriere

### Klub

#### Anfänge
In Londoner Stadtteil Holloway geboren, startete er seine Karriere in der Jugend des FC Watford.
Von dessen U18 wechselte er zur Saison 2010/11 in die erste Mannschaft des Hayes & Yeading FC.
Von hier aus ging er zur Folgesaison zu Braintree Town.

#### Barnet
Im Januar 2012 wechselte er zum FC Barnet, womit er erstmals in der League Two spielte. Sein erstes Tor erzielte er gegen Port Vale am 10. März 2012. In seiner ersten Saison schoss er in 31 Spielen 3 Tore.

#### Barnsley
Zur Spielzeit 2016/17 wechselte er ablösefrei zum FC Barnsley. Er spielte 32 Mal in seiner ersten Saison. Im Juli 2017 wurde ihm ein neuer Vertrag angeboten, den er jedoch ablehnte. Ein möglicher Wechsel zu Huddersfield scheiterte im August 2017, sowie ein Wechsel zu Swansea an zu spät eingereichten Unterlagen. In der folgenden Saison führte er die Mannschaft von Barnsley als Kapitän auf das Feld.

#### Reading
Im Juli 2018 unterschrieb Yiadom einen Vertrag für 4 Jahre bei Reading. Im Juli 2022 wurde er zum Kapitän ernannt.

### Nationalmannschaft
Seinen ersten Einsatz für die ghanaische A-Nationalmannschaft erhielt er am 25. Januar 2017 bei einer 0:1-Niederlage gegen Ägypten während der Gruppenphase des Afrika-Cup 2017. Nach ein paar weiteren Freundschafts- und Qualifikationsspielen war er auch Teil des Kaders beim Afrika-Cup 2019. Nebst Spielen der Qualifikation zur Weltmeisterschaft 2022, stand er beim Afrika-Cup 2022 das Dritte Mal im Kader dieses Turniers.